# ایی‌ام‌ایی (روان‌گردان)
ایی‌ام‌ایی (روان‌گردان) (به انگلیسی: EME (psychedelic)) با فرمول شیمیایی C۱۴H۲۳NO۳ یک ترکیب شیمیایی است. که جرم مولی آن ۲۵۳٫۳۴۱ g/mol می‌باشد. 